# Chinesische Fußballnationalmannschaft der Frauen/Olympische Spiele
Der Artikel beinhaltet eine ausführliche Darstellung der chinesischen Fußballnationalmannschaft der Frauen bei den Olympischen Sommerspielen. Die Volksrepublik China nahm an den ersten vier und dem sechsten und siebten Turnier der Frauen bei den Olympischen Spielen teil und konnte bei der ersten Austragung das Finale erreichen, verlor dieses aber gegen den späteren Rekordolympiasieger USA. Im Medaillenspiegel liegt China zusammen mit Japan und Schweden, die alle einmal Zweiter wurden auf dem fünften Platz.

## Die Nationalmannschaft bei den Olympischen Spielen

### Übersicht
| Olympische Spiele in | Teilnahme bis …    | Gegner                         | Ergebnis       | Trainer/in   | Bemerkungen und Besonderheiten |
| -------------------- | ------------------ | ------------------------------ | -------------- | ------------ | --- |
| Atlanta 1996         | Finale             | USA                            | Silbermedaille | Yuanan Ma    | Erste Silbermedaille für eine asiatische Mannschaft im Fußball |
| Sydney 2000          | Vorrunde           | Nigeria, Norwegen, USA         | –              | Yuanan Ma    | Als Gruppendritter ausgeschieden, Sun Wen Torschützenkönigin (4 Tore) |
| Athen 2004           | Vorrunde           | Deutschland, Mexiko            | –              | Zhang Haitao | Höchste Länderspielniederlage (0:8 gegen Deutschland) |
| Peking 2008          | Viertelfinale      | Japan                          | –              | Shang Ruihua | Als Gastgeber automatisch qualifiziert. |
| London 2012          | nicht qualifiziert | –                              | –              | –            | Beim Qualifikationsturnier in der Volksrepublik China als Vierter gescheitert |
| Rio de Janeiro 2016  | Viertelfinale      | Deutschland                    | –              | Bruno Bini   | China traf in der Qualifikation für die beiden asiatischen Startplätze auf Australien, Japan, Nord- und Südkorea sowie Vietnam und qualifizierte sich am vorletzten Spieltag. Gegner in Brasilien waren in der Gruppenphase Brasilien, Schweden und Südafrika |
| Tokio 2021           | Vorrunde           | Brasilien, Sambia, Niederlande | –              | Jia Xiuquan  | In der Qualifikation gegen Südkorea durchgesetzt. Mit den meisten Gegentoren der Turniergeschichte als Gruppenletzte ausgeschieden. |
| Paris 2024           | nicht qualifiziert |                                |                |              | In der zweiten Runde der Qualifikation an Nord- und Südkorea gescheitert, die sich aber auch nicht qualifizieren konnten. |

## Die Turniere

### Olympia 1996 in Atlanta
Die Chinesinnen waren durch das Erreichen des WM-Viertelfinales 1995 für das erste olympische Frauenfußballturnier qualifiziert. Sie starteten mit einem 2:0 gegen Schweden, gewannen dann mit 5:1 gegen Dänemark und erreichten mit einem 0:0 gegen Gastgeber USA als Gruppensieger aufgrund der mehr erzielten Tore gegen die Nordeuropäerinnen das Halbfinale. Hier trafen sie auf Brasilien und gewannen mit 3:2 durch zwei Tore von Wei Haiying in der 83. und Schlussminute, die erst in der 55. Minute eingewechselt worden war. Es ist bis heute der einzige Sieg gegen Brasilien. Im Finale trafen sie dann erneut auf die USA und verloren mit 1:2. Hier brachte die Einwechslung von Wei Haiying unmittelbar nach dem 1:2 keinen Erfolg.

### Olympia 2000 in Sydney
Für die Spiele 2000 hatte sich auch Peking beworben, war aber bei der Abstimmung in der letzten Runde gescheitert. Für das zweite olympische Fußballturnier der Frauen waren die Chinesinnen dann aber wieder durch das Erreichen des WM-Viertelfinales 1999 qualifiziert. Sie begannen das Turnier mit einem 3:1 gegen Nigeria und erreichten dann in der Neuauflage des WM-Finales ein 1:1 gegen die USA. Durch eine 1:2-Niederlage gegen Norwegen mussten sie diesen dann aber den zweiten Platz überlassen und schieden aus. Mit vier Toren war Sun Wen trotz des frühen Ausscheidens beste Torschützin des Turniers.

### Olympia 2004 in Athen
Für das dritte olympische Frauenfußballturnier qualifizierten sich die Chinesinnen als Sieger bei einem Qualifikationsturnier, das im April 2004 in Japan ausgetragen wurde. Dabei besiegten sie zunächst in der Gruppenphase Myanmar mit 11:0, anschließend Guam mit 9:0 und dann Südkorea mit 3:0. Durch ein 1:0 im Halbfinale, in dem sie erneut auf Südkorea trafen, gelang dann die Qualifikation. Auch das für die Qualifikation nicht mehr entscheidende Finale wurde mit 1:0 gegen Japan gewonnen.
In einer von zwei Dreiergruppen verloren sie ihr Auftaktspiel gegen Weltmeister Deutschland mit 0:8 und kassierten damit ihre höchste Länderspielniederlage. Da danach gegen Neuling Mexiko nur ein 1:1 gelang und die Mexikanerinnen nur mit 0:2 gegen den Weltmeister verloren, schieden die Chinesinnen als schlechtester Gruppendritter aus.

### Olympia 2008 in Peking
Für das Turnier in der Volksrepublik China waren die Chinesinnen als Gastgeberinnen automatisch qualifiziert.
Zum Turnierauftakt gewannen sie gegen Schweden mit 2:1. Anschließend reichte es gegen Kanada nur zu einem 1:1. Mit einem 2:0 gegen Neuling Argentinien, bei dem sie durch ein Eigentor der Südamerikanerinnen in Führung gingen und den Endstand erst in der Schlussminute erzielten, wurde aber als Gruppensieger das Viertelfinale erreicht. Hier trafen sie auf Japan und verloren mit 0:2.

### Olympia 2012 in London
Die Teilnahme am Turnier in London verpassten die Chinesinnen als Gruppenvierter beim finalen asiatischen Qualifikationsturnier auf heimischen Boden, wobei sie den Heimvorteil nicht nutzen konnten.

### Olympia 2016 in Rio de Janeiro
Für das Turnier in Rio de Janeiro qualifizieren sich bei einem Turnier im japanischen Osaka die beiden besten Mannschaften. Gegner beim am 29. Februar 2016 begonnenen Turnier waren Australien, Japan, Nordkorea, Südkorea sowie Vietnam. Mit drei Siegen und einem Remis konnte sich China schon vor dem letzten Spiel gegen die ebenfalls qualifizierten Australierinnen für Rio qualifizieren. Gegner in Brasilien waren in der Gruppenphase der Gastgeber Brasilien, gegen den zum Auftakt mit 0:3 verloren wurde, Schweden (0:0) und Südafrika (2:0). Als Gruppenzweite trafen die Chinesinnen im Viertelfinale auf Europameister Deutschland und verloren mit 0:1. Dabei mussten sie 33 Minuten in Unterzahl spielen, denn in der 57. Minute erhielt die zur Halbzeit eingewechselte Wang Shanshan die Gelb-Rote Karte. Sie hatte eine Minute nach ihrer Einwechslung die Gelbe Karte erhalten. Die Chinesinnen konnten lange das 0:0 halten und mussten erst in der 76. Minute das Gegentor hinnehmen. Sie hatten in der 84. Minute noch die Chance zum Ausgleich, aber Wang Shuang schoss einen Strafstoß an den Pfosten.

### Olympia 2020 in Tokio
Für das Turnier in Japan mussten die Chinesinnen sich in den beiden letzten Runden der asiatischen Qualifikation qualifizieren. Die vorletzte Runde sollte ursprünglich im Februar 2020 in der chinesischen Stadt Wuhan stattfinden. Aufgrund des Ausbruchs von SARS-CoV-2 wurden sie am 22. Januar 2020 von der AFC zunächst nach Nanjing verlegt und nach der weiteren Ausbreitung am 26. Januar ins australische Sydney. China konnte sich mit Siegen gegen Chinesisch Taipeh (5:0) und Thailand (6:1) sowie einem 1:1 gegen China aufgrund der mehr weniger erzielten Tore als Gruppenzweiter für die letzte Runde qualifizieren. In dieser trafen sie in Hin- und Rückspiel auf Südkorea. Aufgrund der Pandemie konnten die Spiele erst im April 2021 ausgetragen werden. Nach einem 2:1-Auswärtssieg, lagen sie im Heimspiel nach 45 Minuten u. a. durch ein Eigentor mit 0:2 zurück, in der 69. Minute gelang der Anschlusstreffer und in der Verlängerung das Tor zum 2:2-Endstand, wodurch das Olympiaticket gebucht wurde.
Bei den Spielen, die wegen der Pandemie auch erst 2021 stattfinden, trafen sie in der Gruppenphase wie 2016 auf Südamerikameister Brasilien, Europameister Niederlande und erstmals auf OS-Neuling Sambia. Das erste Spiel gegen Brasilien endete mit einer 0:5-Niederlage, der bisher höchsten Niederlage gegen die Südamerikanerinnen. Im zweiten Spiel gegen Sambia erzielte Wang Shuang vier Tore, aber dem Neuling gelangen ebenfalls vier Tore. Mit einer 2:8-Niederlage, der bisher höchsten gegen die Niederländerinnen, verabschiedeten sie sich vom Turnier.

### Olympia 2024 in Paris
Die Chinesinnen mussten erst in der zweiten Runde der Qualifikation antreten. Nach einer Niederlage gegen Nordkorea, einem Sieg gegen Thailand und einem Remis gegen Südkorea wurde nur der dritte Gruppenplatz belegt. Gruppensieger Nordkorea scheiterte dann in der letzten Runde an Japan.

## Statistiken

### Bilanz gegen die Olympiasieger bei Olympischen Spielen
- USA: 3 Spiele – 2 Remis, 1 Niederlage – 2:3 Tore
- Deutschland: 2 Spiele – 2 Niederlagen – 0:9 Tore
- Kanada: 1 Spiel – 1 Remis – 1:1 Tore
- Norwegen: 1 Spiel – 1 Niederlagen – 1:2 Tore

## Spiele
Die Chinesinnen bestritten bisher 21 Spiele bei den Olympischen Spielen. Davon wurden sieben gewonnen, acht verloren und sechs endeten remis. Kein Spiel ging in die Verlängerung.
Die Chinesinnen hatten bisher vier Heimspiele und spielten dreimal gegen den Gastgeber, viermal gegen den späteren Olympiasieger (1996 in der Vorrunde und im Finale, 2000 in der Vorrunde, 2016 im Viertelfinale) und einmal gegen den Titelverteidiger. Die Chinesinnen spielten am häufigsten gegen Brasilien, Schweden und die USA (je 3-mal). Kein Spiel war bisher das erste gegen die jeweiligen Gegner, 2021 kommt aber das erste Spiel gegen Sambia dazu.
China spielte bisher gegen Mannschaften aller Konföderationen außer Ozeanien und auch elfmal gegen die Meister der anderen Konföderationen außer Ozeanien, am häufigsten gegen den Südamerikameister (4-mal). Zweimal (2000 und 2004) traf China auf den amtierenden Weltmeister, wobei sie kein Spiel gewannen.
Die meisten Spiele bestritten Fan Yunjie und Wang Liping, die in 10 der bisherigen 21 Spiele zum Einsatz kamen. Die meisten Tore erzielte Sun Wen, die fünf Tore bei zwei Teilnahmen erzielte und damit zusammen mit drei anderen Spielerinnen auf dem 13. Platz der Torschützinnenliste liegt und 2000 Torschützenkönigin des Turniers war.
| Nr. | Datum      | Ergebnis | Gegner       | A/H/* | Austragungsort       | Anlass        | Bemerkung                                              |
| --- | ---------- | -------- | ------------ | ----- | -------------------- | ------------- | ------------------------------------------------------ |
| 1   | 21.07.1996 | 2:0      | Schweden     | *     | Miami (USA)          | Vorrunde      |                                                        |
| 2   | 23.07.1996 | 5:1      | Dänemark     | *     | Miami (USA)          | Vorrunde      |                                                        |
| 3   | 25.07.1996 | 0:0      | USA          | A     | Miami (USA)          | Vorrunde      |                                                        |
| 4   | 28.07.1996 | 3:2      | Brasilien    | *     | Athens (USA)         | Halbfinale    | Erstes Spiel gegen einen amtierenden Südamerikameister |
| 5   | 01.08.1996 | 1:2      | USA          | A     | Athens (USA)         | Finale        |                                                        |
| 6   | 14.09.2000 | 3:1      | Nigeria      | *     | Canberra (AUS)       | Vorrunde      |                                                        |
| 7   | 17.09.2000 | 1:1      | USA* (TV)    | *     | Melbourne (AUS)      | Vorrunde      |                                                        |
| 8   | 20.09.2000 | 1:2      | Norwegen     | *     | Canberra (AUS)       | Vorrunde      |                                                        |
| 9   | 11.08.2004 | 0:8      | Deutschland* | *     | Patras (GRC)         | Vorrunde      | Höchste Niederlage                                     |
| 10  | 14.08.2004 | 1:1      | Mexiko       | *     | Patras (GRC)         | Vorrunde      |                                                        |
| 11  | 06.08.2008 | 2:1      | Schweden     | H     | Tianjin              | Vorrunde      |                                                        |
| 12  | 09.08.2008 | 1:1      | Kanada       | H     | Tianjin              | Vorrunde      |                                                        |
| 13  | 12.08.2008 | 2:0      | Argentinien  | H     | Qinhuangdao          | Vorrunde      |                                                        |
| 14  | 15.08.2008 | 0:2      | Japan        | H     | Qinhuangdao          | Viertelfinale |                                                        |
| 15  | 03.08.2016 | 0:3      | Brasilien    | A     | Rio de Janeiro (BRA) | Vorrunde      |                                                        |
| 16  | 06.08.2016 | 2:0      | Südafrika    | *     | Rio de Janeiro (BRA) | Vorrunde      |                                                        |
| 17  | 09.08.2016 | 0:0      | Schweden     | *     | Brasília (BRA)       | Vorrunde      |                                                        |
| 18  | 12.08.2016 | 0:1      | Deutschland  | *     | Salvador (BRA)       | Viertelfinale |                                                        |
| 19  | 21.07.2021 | 0:5      | Brasilien    | *     | Rifu (JPN)           | Vorrunde      |                                                        |
| 20  | 24.07.2021 | 4:4      | Sambia       | *     | Rifu (JPN)           | Vorrunde      | Erstes Spiel gegen Sambia                              |
| 21  | 27.07.2021 | 2:8      | Niederlande  | *     | Yokohama (JPN)       | Vorrunde      | China scheidet als Gruppenletzter aus                  |

Anmerkung: Fett gesetzte Mannschaften waren zum Zeitpunkt des Spiels Kontinentalmeister, mit „*“ markierte Mannschaften waren Weltmeister.

## Rekorde
- Jüngste Torschützin bis 2016: Gu Yasha mit 17 Jahren und 8 Monaten am 12. August 2008 beim Spiel gegen Argentinien zum 2:0 in der 90. Minute zwei Minuten nach ihrer Einwechslung (nun Deanne Rose, Kanada)
- Die meisten Tore bei einem Turnier: Sun Wen – 4 (2000)

Die chinesische Mannschaft erzielte ihre höchsten Siege gegen diese Mannschaften bei Olympischen Spielen:
- Brasilien 3:2 Halbfinale 1996 – einziger Sieg gegen Brasilien
- Nigeria 3:1 Vorrunde 2000 – zudem ein 3:1 beim Hongkong Turnier 2000

Ihre höchste Niederlage gegen diese Mannschaft kassierte sie bei Olympischen Spielen:
- Brasilien 0:5 Vorrunde 2021
- Deutschland 0:8 Vorrunde 2004 – höchste Niederlage der Chinesinnen
- Niederlande 2:8 Vorrunde 2021

### Negativrekorde
- Die höchste Niederlage: 0:8 gegen Deutschland in der Vorrunde 2004
- Die meisten Gegentore durch eine Spielerin: 4 durch Birgit Prinz beim 0:8
- Die meisten Roten Karten bzw. Gelb-Roten Karten in einem Spiel: Brasilien gegen VR China im Halbfinale am 28. Juli 1996 (je 1 Karte)
- Die meisten Gegentore in der Gruppenphase bei einem Turnier: 17 (2021)